# Templo de la Concordia (Agrigento)

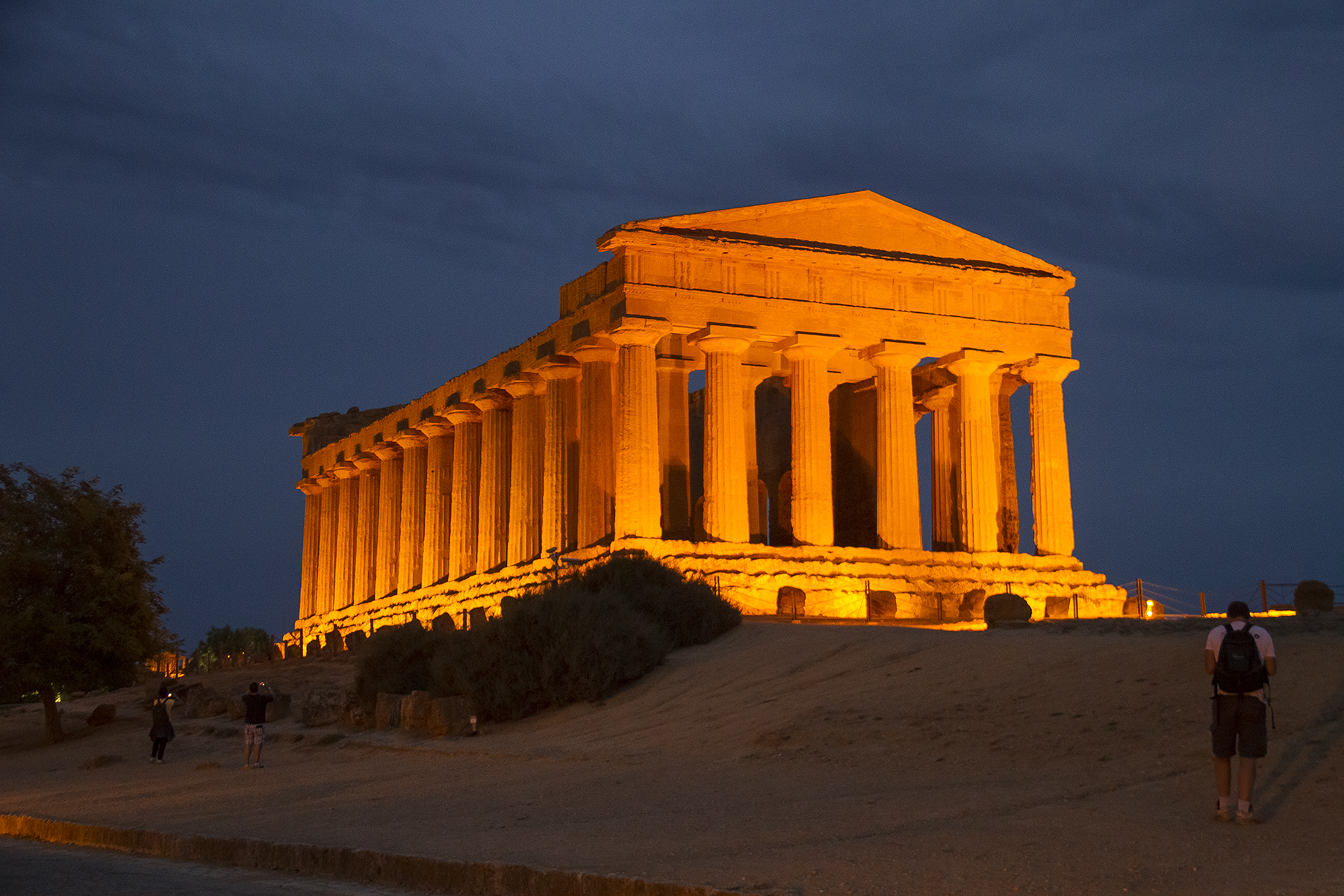
Templo de la Concordia

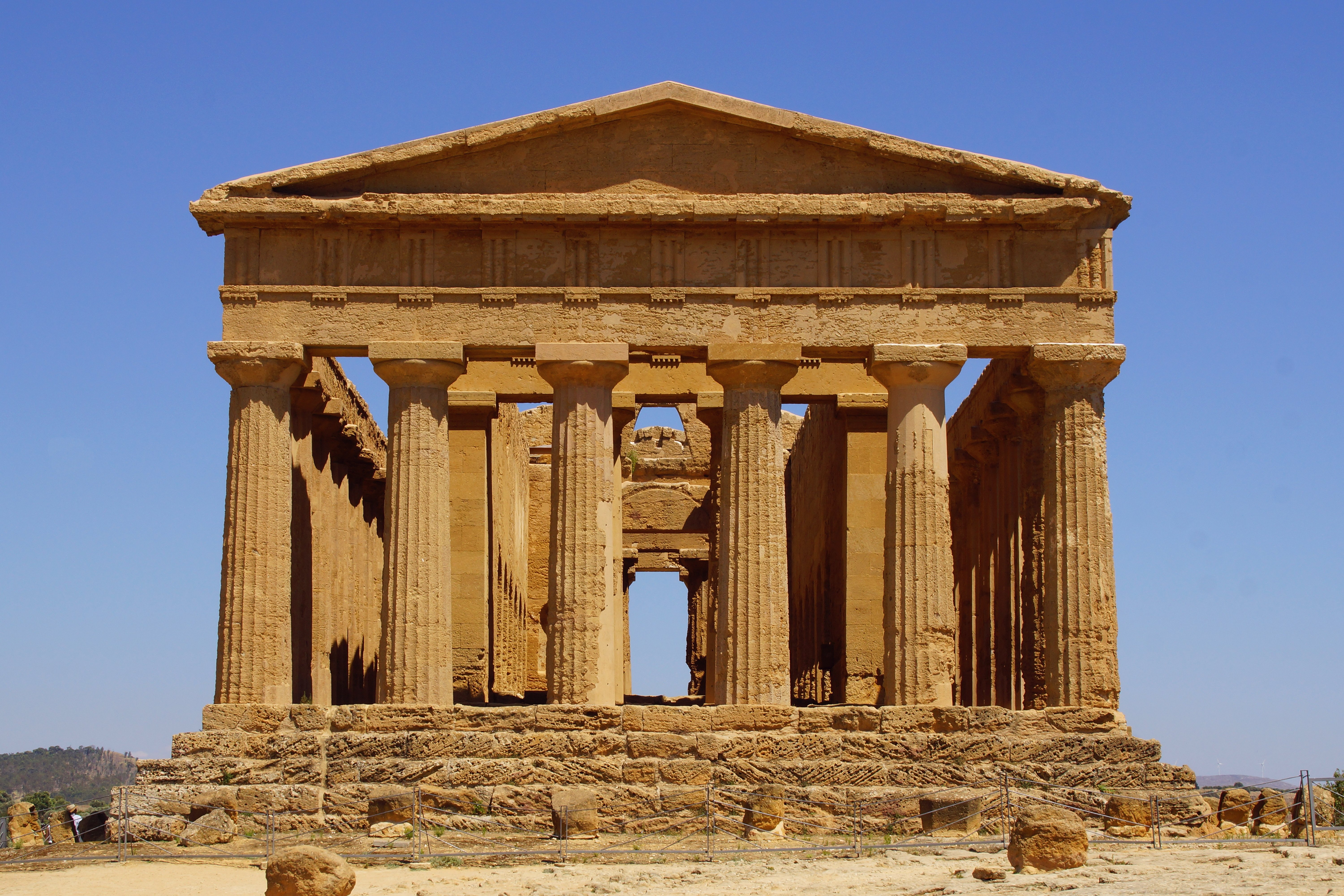
Templo de la Concordia, desde su lado occidental

El templo de la Concordia es un templo griego de la antigua ciudad de Akragas situado en el Valle de los Templos de Agrigento. En la actualidad, todavía se desconoce a quién fue dedicado este templo, pero el nombre de "templo de la Concordia" está documentado ya en el siglo XVI por Tommaso Fazello, uno de los primeros historiadores, geógrafos y arqueólogos sicilianos. Construido en los años 440-430 a. C., está considerado, por su estado de conservación, uno de los edificios sagrados de la época clásica más notables del mundo griego.

## Descripción
Este templo, al igual que el cercano templo de Juno, está construido sobre un basamento macizo cuya función era la de nivelar las irregularidades del terreno rocoso. Sobre un crepidoma de cuatro escalones, de 39,44 metros de longitud y 16,91 metros de anchura, se erige una muy bien conservada perístasis (pórtico que rodea el naos) de 6x13 columnas. Estas miden 6,72 metros de altura, tienen talladas veinte acanaladuras en su fuste y presentan una armoniosa éntasis o curvatura de su sección vertical hacia los 2/3 de la longitud total. Sobre ellas apoya el arquitrabe, el friso de triglifos y metopas, y la cornisa con mútulos. Se han conservado también los tímpanos en su totalidad. Mediante un peldaño se accede a la cella o naos, que está precedida por el pronaos in antis (llamado así porque las dos columnas del pórtico quedan enmarcadas por dos paredes laterales llamadas antas), de forma similar al opistodomos, situado de forma simétrica en la parte posterior del templo.

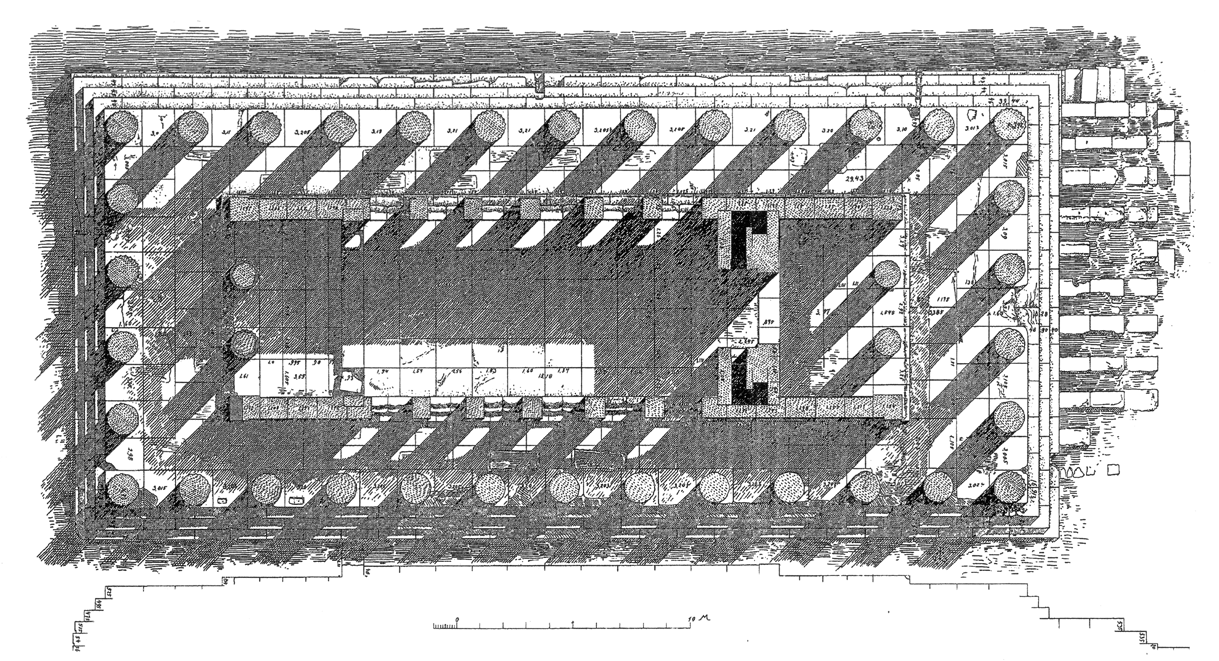
Planta del templo de la Concordia por Robert Koldewey

Asimismo, se conservan las escaleras integradas en los muros frontales del naos, que permitían el acceso al techo. De igual manera son visibles los huecos que alojaban las vigas de madera de la cubierta, localizados en la parte superior de los muros del naos y en los bloques del entablamento de la perístasis. El exterior y el interior del templo estaban revestidos con estucos policromados. La sima formaba un canalón con prótomos en forma de león, y el techo estaba cubierto con tejas de mármol.
El templo se transformó en iglesia cristiana en el siglo VI. Se reforzó su estructura y se eliminaron los ornamentos originales. Se modificó su orientación inicial, para lo cual se abatió el muro del fondo de la cella, se cerraron los intercolumnios y se practicaron doce aperturas arqueadas en las paredes del naos. De esta forma se constituyeron las tres naves preceptivas, las dos laterales en la perístasis y la central coincidente con la cella. Se destruyó el altar de época clásica y se colocaron las sacristías en el lado este. Así, el edificio se convirtió en una basílica casi perfecta. Las fosas excavadas en el interior y el exterior de la iglesia se relacionan con sepelios de la Alta Edad Media, colocados según la costumbre en estrecha relación con la basílica.

## Alineamiento astronómico
Como casi todos los templos griegos, el templo de la Concordia está alineado según la dirección este-oeste. En particular se han realizado estudios sobre su alineamiento con la salida del sol durante el equinoccio de primavera.